# Rouellé
Rouellé település Franciaországban, Orne megyében. Lakosainak száma 189 fő (2018. január 1.). Rouellé Lonlay-l’Abbaye, Saint-Georges-de-Rouelley, La Haute-Chapelle és Saint-Roch-sur-Égrenne községekkel határos.

## Népesség
A település népessége az elmúlt években az alábbi módon változott:
| Lakosok száma | 338  | 301  | 262  | 245  | 218  | 199  | 199  | 200  | 198  | 189  |
|               | 1962 | 1968 | 1975 | 1982 | 1990 | 2008 | 2013 | 2015 | 2017 | 2018 |